# Elisabeth von Matsch

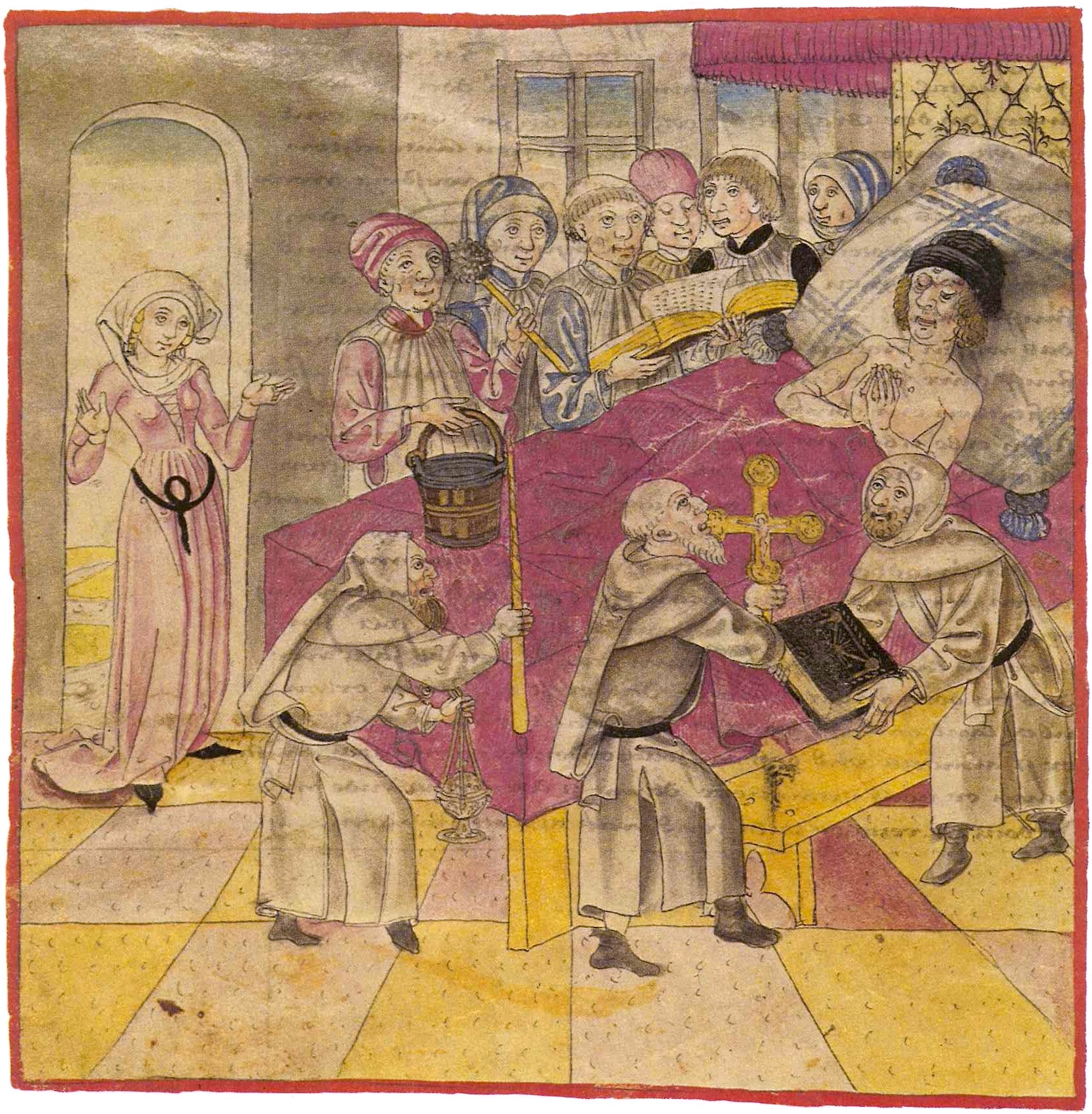
Darstellung von Graf Friedrich VII. von Toggenburg auf dem Sterbebett 1436. Seine Frau Elisabeth von Matsch ist links im Bild im Türrahmen stehend dargestellt. Diebold Schilling der Ältere, Berner Chronik 1484

Elisabeth von Matsch (* um 1370 (?); † nach dem 24. November 1446) war die Ehefrau von Friedrich VII., dem letzten Grafen von Toggenburg. Als seine Witwe und Erbin war sie in jene Konflikte verwickelt, die dem Toggenburger Erbschaftskrieg (1439–1440) vorangingen, der als 1. Phase des Alten Zürichkriegs gilt.

## Herkunft
Elisabeth von Matsch stammte aus der bedeutenden Tiroler Adelsfamilie von Matsch. Ihr Vater war Vogt Ulrich IV. von Matsch (1349–1402), zeitweise Landeshauptmann von Tirol und später erster Graf von Kirchberg, ihre Mutter war Gräfin Agnes von Kirchberg († 1401). Durch die Ehen ihrer Brüder Ulrich V. († 1396) und Ulrich VI. († 1444) war sie mit den Grafen von Montfort-Tettnang und den Herren von Starkenberg verschwägert.

## Leben

### Graf Friedrich VII. von Toggenburg
Gräfin Elisabeth von Matsch heiratete 1391 den Grafen Friedrich VII. von Toggenburg († 30. April 1436 auf der Schattenburg bei Feldkirch). Diese Ehe blieb kinderlos, sicherte ihm aber den Besitz des mittleren Prättigau um Castels, dem ein langjähriger Konflikt zwischen ihren Familien vorausgegangen war.
Dem Grafen Friedrich, Auftraggeber der Toggenburger Weltchronik, gelang es ab 1417 als früherer Landvogt der Herzöge von Österreich, von denen er bzw. seine Familie zuvor mehrere Pfandschaften erhalten hatte, die Politik von König Sigmund in der damaligen Reichslandschaft Schwaben erfolgreich zum Aufbau eines weitgehend selbständigen eigenen Herrschaftsbereichs zu nutzen. 1416 erneuerte er auf Lebzeiten sein bereits bestehendes Burgrecht mit der Reichsstadt Zürich, liess sich 1428 aber ebenfalls zur weiteren Absicherung seiner Position auch auf Lebzeit ins Landrecht der Schwyzer Eidgenossenschaft aufnehmen, denen er die Obere March vertraglich zusicherte. Dies sollte sich nach seinem Tod im April 1436 als eine für seine Witwe verhängnisvolle Entscheidung erweisen.
Am 12. Oktober 1431 erhielt Friedrich VII. von König Sigmund das Privileg, seine Grafschaft Toggenburg und weitere Herrschaften und Pfandschaften seinen adligen Verwandten, zusammen oder auch einzeln, vererben zu dürfen, falls er ohne leibliche Erben sterben sollte. Nach seiner Kaiserkrönung bestätigte ihm Sigmund dieses Privileg am 28. Februar 1434 ein zweites Mal. Nachdem Friedrich VII. keine (erbfähigen) Kinder hatte, setzte er 1433 Elisabeth zu seiner Universalerbin ein und liess sie ebenfalls in das Burgrecht mit Zürich aufnehmen. Allerdings hinterliess er kein gültiges Testament und dürfte noch andere, zum Teil widersprüchliche Zusagen gegeben haben.

### Elisabeth als „Erbin“ von Toggenburg
Nach seinem Tod verblieben seine Besitzungen (und Pfandschaften) zunächst in der Hand seiner Witwe, doch erhoben neben der Reichsstadt Zürich auch die Schwyzer Eidgenossen Ansprüche auf Teile seines Erbes. Hinzu kamen noch weitere Forderungen, so von den Herzögen von Österreich um die Rücklösung ihrer Pfandschaften. Im Oktober 1436 erneuerte Elisabeth ihr Burgrecht mit der Stadt Zürich und sagte dieser die Übergabe der Grafschaft Uznach zu. Dies wurde aber von Schwyzer und Glarner Eidgenossen verhindert. Nachdem Zürich in der Folge in kriegerische Auseinandersetzungen geraten war und ein eidgenössisches Schiedsgericht im März 1437 zu Gunsten von Schwyz und Glarus entschieden hatte, verzichtete Elisabeth von Matsch dann auf das Erbe, das sie im April 1437 ihrem Bruder Ulrich von Matsch und ihrem gleichnamigen Cousin Ulrich überschrieb, mit der Auflage, es gerecht zugunsten der übrigen erbberechtigten Verwandten aufzuteilen. Bei diesen handelte es sich um die Töchter des Grafen Albrecht III. von Werdenberg-Heiligenberg-Bludenz beziehungsweise deren Kinder, die Verwandtschaft bestand über Albrechts Schwester Katharina, die Friedrichs Mutter war.
Toggenburg und Uznach kamen an Margaretha von Raron bzw. an deren Söhne Hildebrand und Petermann, der Besitz in Graubünden, inzwischen im Zehngerichtebund vereinigt, ging ohne Maienfeld an die Grafen Heinrich von Sax und Wilhelm von Montfort. Maienfeld und der übrige rechtsrheinische Besitz kamen an die Freiherren Wolfhard von Brandis und Thüring von Aarburg. Herzog Friedrich IV. von Österreich, der mit der Schwyzer Eidgenossenschaft verbündet war, hatte bereits nach Verhandlungen mit Elisabeth von Matsch im September und Oktober 1436 alle an die Grafen von Toggenburg verpfändeten Herrschaften (darunter die Grafschaft Feldkirch) ablösen lassen. Die Schwyzer und die Glarner Eidgenossenschaften schlossen neue Burgrechte mit der Fürstabtei St. Gallen und den Toggenburgischen Erben. Zürich ging völlig leer aus und versuchte vergeblich, die Rechtmässigkeit der Aufteilung anzufechten. 1439 brach der Toggenburger Erbschaftskrieg aus.

### Letzte Lebensjahre
Elisabeth hatte ihren Ehemann, der zeitweise mit seinem ganzen Hof im Kloster Rüti in der Landschaft Zürich residierte, in einer eigenen Gruft in der Vorhalle (Toggenburger Kapelle) der dortigen Kirche beisetzen lassen und die Absicht, nach ihrem Tod an seiner Seite bestattet zu werden. 1442 zog sie sich ebenfalls ins Kloster Rüti zurück. Wenig später gehörte das Kloster Rüti zusammen mit dem Kloster Kappel zu jenen geweihten Orten, die von den  Schwyzer Eidgenossen im Alten Zürcherkrieg ganz gezielt verwüstet wurden. Das Grab des letzten Grafen von Toggenburg wurde dabei geschändet, die Totenfahne als Kriegstrophäe mitgenommen. Elisabeth flüchtete 1443 mit dem Abt und dem Konvent nach Rapperswil. Ihr weiteres Schicksal ist unbekannt.

## Belletristik
- Benedikte Naubert: Elisabeth, Erbin von Toggenburg. Oder Geschichte der Frauen von Sargans in der Schweiz. Leipzig: Verlag Weygand, 1789 (Digitalisat).
- Benedikte Naubert: Elisabeth, Erbin von Toggenburg. Oder Geschichte der Frauen von Sargans in der Schweiz. In einer Transkription von Sylvia Kolbe. Leipzig: Engelsdorfer Verlag, 2015, ISBN 978-3-95744-561-2 (TB-Neuausgabe).